# Varbitsa (Veliko Tarnovo)
Varbitsa (Bulgaars: Върбица) is een dorp in Bulgarije. Zij is gelegen in de gemeente Gorna Orjachovitsa in de oblast Veliko Tarnovo. Het dorp ligt hemelsbreed op ongeveer 19 km afstand van de regionale hoofdplaats  oblast Veliko Tarnovo en 210 km ten noordoosten van de hoofdstad Sofia.

## Bevolking
Tussen 31 december 1934 (1.859 inwoners) en 31 december 2019 (967 inwoners) is de bevolking bijna gehalveerd.
|  |

Van de 1070 inwoners reageerden er slechts 595 op de optionele volkstelling van februari 2011. Van deze 390 respondenten identificeerden 503 personen zichzelf als etnische Bulgaren, gevolgd door 181 Bulgaarse Turken (30,4%), 13 Roma (2,2%) en 11 ondefinieerbare of overige respondenten (1,8%).
| Etniciteit   | Aantal | %     |
| ------------ | ------ | ----- |
| Bulgaren     | 390    | 65,5% |
| Turken       | 181    | 30,4% |
| Roma         | 13     | 2,2%  |
| Overig       | 11     | 1,8%  |
| Respondenten | 595    |       |